# J・J・サクライ賞
J・J・サクライ賞はアメリカ物理学会 (American Physical Society) が理論素粒子物理学の貢献に授与する賞である。1984年に制定された。J・J・サクライ (Jun John Sakurai) こと桜井純 (1933-1982) はアメリカで頭角を現すも早世した日本人理論物理学者で、同賞は桜井の遺族の寄付により設けられた。

## 受賞者一覧
- 1985年： 益川敏英、小林誠
- 1986年： デイヴィッド・J・グロス、H. デビッド・ポリツァー、フランク・ウィルチェック
- 1987年： ルチャーノ・マイアーニ、w:John Iliopoulos
- 1988年： w:Stephen L. Adler
- 1989年： ニコラ・カビボ
- 1990年： 木下東一郎
- 1991年： w:Vladimir Gribov
- 1992年： w:Lincoln Wolfenstein
- 1993年： Mary K. Gaillard
- 1994年： 南部陽一郎
- 1995年： ハワード・ジョージ
- 1996年： w:William A. Bardeen
- 1997年： Thomas Appelquist
- 1998年： レオナルド・サスキンド
- 1999年： w:Mikhail Shifman、Arkady Vainshtein、Valentine Zakharov
- 2000年： w:Curtis Callan
- 2001年： w:Nathan Isgur、Mikhail Voloshin、w:Mark B. Wise
- 2002年： William J. Marciano、Alberto Sirlin
- 2003年： Alfred Mueller、George Sterman
- 2004年： Ikaros Bigi、三田一郎（アントニー・サンダ）
- 2005年： 大久保進
- 2006年： w:Savas Dimopoulos
- 2007年： Stanley Brodsky
- 2008年： w:Alexei Yuryevich Smirnov、w:Stanislav Mikheyev
- 2009年： Davison E. Soper、John C. Collins、w:Richard Keith Ellis
- 2010年： ロベール・ブルー、フランソワ・アングレール、ゲラルド・グラルニク、C・R・ヘイガン、ピーター・ヒッグス、トマス・キブル
- 2011年： w:Chris Quigg、w:Estia J. Eichten、w:Ian Hinchliffe、Kenneth Lane
- 2012年： w:Guido Altarelli、Torbjörn Sjöstrand、Bryan Webber
- 2013年： ヘレン・クイン、w:Roberto Peccei
- 2014年： Zvi Bern、Lance J. Dixon、David A. Kosower
- 2015年： ジョージ・ツワイク
- 2016年： G. Peter Lepage
- 2017年： w:Gordon L. Kane、Howard E. Haber、Jack F. Gunion、Sally Dawson
- 2018年： w:Michael Dine、w:Ann Nelson
- 2019年： リサ・ランドール、ラマン・サンドラム
- 2020年： w:Pierre Sikivie
- 2021年： Vernon Barger
- 2022年： Nima Arkani-Hamed
- 2023年： Heinrich Leutwyler
- 2024年： w:Andrzej Buras
- 2025年： Aneesh V. Manohar、Elizabeth E. Jenkins